# Åkrafjorden
Åkrafjorden (også kaldt Åkerfjorden) er en fjordarm af Skånevikfjorden i kommunerne Kvinnherad og Etne i Hordaland fylke i Norge. Den har indløb ved halvøen Vannes i vest og strækker sig 32 kilometer mod øst til bygden Fjæra i fjordbunden. Lige sydvest for Fjæra løber vandfaldet Langfossen ned af klipperne på sydsiden af fjorden.Fjorden er 650 meter på det dybeste. Fjorden går fra den sydlige del af Folgefonna nationalpark og afvander en stor del af Folgefonna gletsjeren.
Europavej 134 går langs sydsiden af fjorden.